# Athiémé
Athiémé est une commune et une ville du sud-ouest du Bénin, préfecture du département du Mono, située à la frontière avec le Togo.

## Localisation
|      | Lokossa    |           |
| Togo | Athiémè    | Houéyogbé |
|      | Grand-Popo |           |

## Démographie
Lors du recensement de 2013 (RGPH-4), la commune comptait 56 483 habitants.

## Galerie

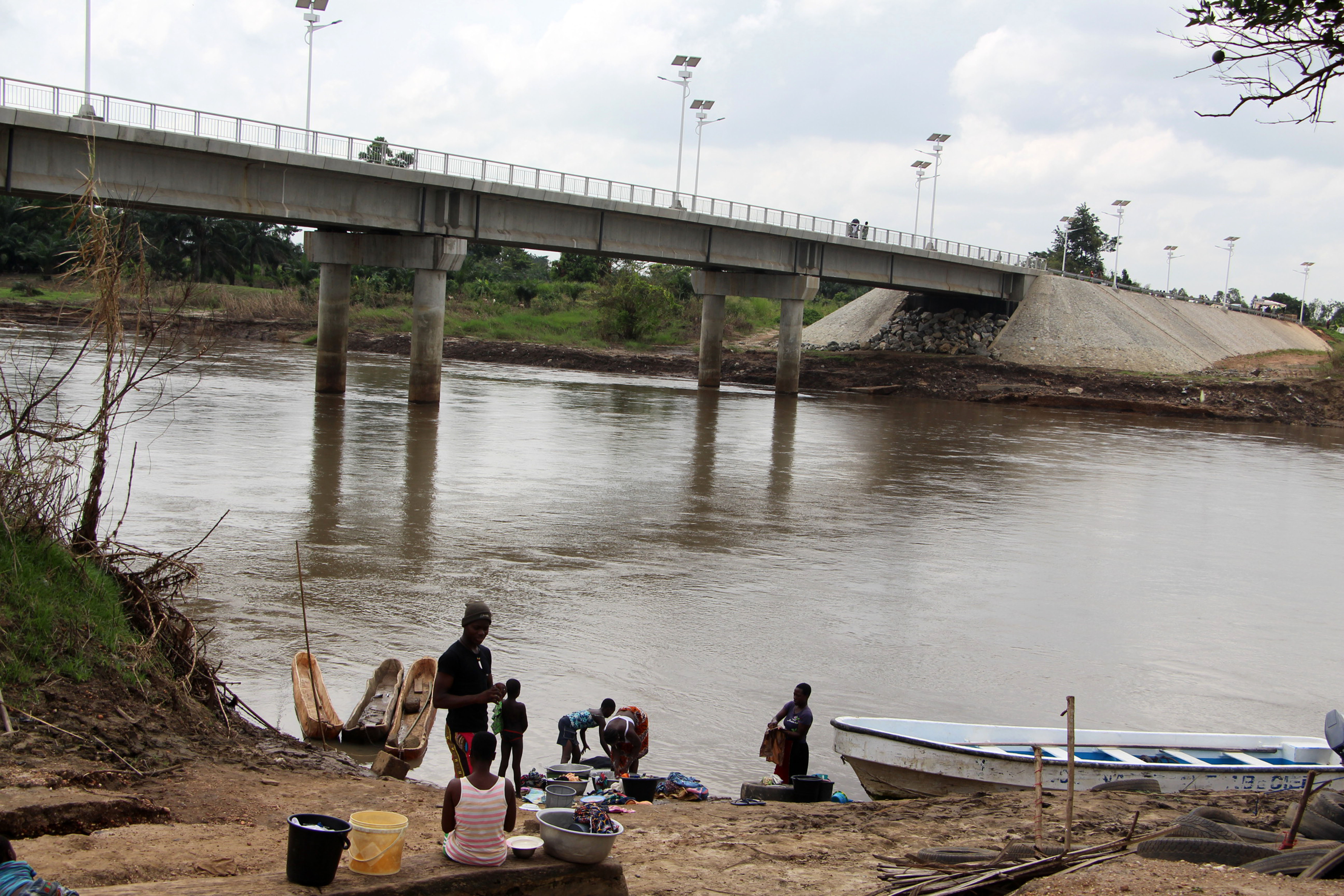
Pont permettant l'entrée de la ville